# Francis Throckmorton
Pour les articles homonymes, voir Throckmorton.
Francis Throckmorton, né vers 1554 à Feckenham et mort à Tyburn le 20 juillet 1584, est un catholique anglais exécuté pour complot.

## Biographie
Fils du grand-juge de Chester John Throckmorton, destitué de son poste par le comte de Leicester pour ses convictions catholiques, il est le neveu de l'ambassadeur Nicholas Throckmorton et le cousin germain du pamphlétaire Job Throckmorton.
Après avoir étudié à Oxford, Francis Throckmorton voyage sur le continent de 1580 à 1583 et y noue des contacts au sein des milieux dirigeants catholiques de France et d'Espagne. À son retour en Angleterre, le jeune gentilhomme est soupçonné d'avoir joué un rôle d'intermédiaire entre les activistes catholiques anglais, la reine captive Marie Stuart et l'ambassadeur d'Espagne Bernardino de Mendoza.
Arrêté en novembre 1583 par la police de Francis Walsingham à la suite de l'interception d'une correspondance compromettante, il est torturé à quatre reprises et finit par avouer son implication dans un complot destiné à renverser la reine Élisabeth Ire et rétablir la liberté de conscience en faveur des catholiques du royaume. Il révèle également un projet d'invasion par voie maritime qui aurait été planifié sous l'autorité du duc de Guise et de l'ambassadeur Mendoza. Bien qu'il se rétracte de ses aveux en les imputant aux souffrances subies lors de ses interrogatoires, Throckmorton est exécuté à Tyburn le 10 juillet 1584.
Quel que soit le degré réel de consistance du complot de Throckmorton, il a pour conséquence politique majeure l'expulsion de l'ambassadeur Mendoza. Le départ de ce dernier signe la rupture définitive des relations diplomatiques entre l'Angleterre et l'Espagne, et annonce l'état de guerre ouverte marqué quatre ans plus tard par l'équipée de l'Invincible Armada. 

## Sources
- François-Auguste Mignet : Histoire de Marie Stuart, 1851, p.262.
- Hugues Daussy : Les Huguenots et le Roi, 2002, p.280.